# Медико-соціальна експертна комісія
Медико-соціальна експертна комісія (МСЕК) — спеціальний заклад в системі охорони здоров'я, що проводить медико-соціальну експертизу особам, які звертаються для встановлення інвалідності, за направленням лікувально-профілактичного закладу охорони здоров'я після проведення діагностичних, лікувальних і реабілітаційних заходів за наявності відомостей, що підтверджують стійке порушення функцій організму, обумовлених захворюваннями, наслідками травм чи вродженими вадами, які спричиняють обмеження життєдіяльності.
Медико-соціальні експертні комісії утворені в Україні 1992 року на заміну радянським лікарсько-трудовим експертним комісіям.
Медико-соціальні експертні комісії згідно постанові Кабінету міністрів Україні від 15 листопада 2024 р. №1338 припиняють свою діяльність, з 1 січня 2025 р. експертиза щодо встановлення інвалідності відповідно до законодавства для повнолітніх осіб проводиться експертними командами з оцінювання повсякденного функціонування особи.

## Організація і склад медико-соціальних експертних комісій
В Україні МСЕК підпорядковуються МОЗ і утворюються за таким територіальним принципом:
- обласні;
- центральні міські у Києві;
- міські, міжрайонні, районні.

Залежно від ступеня, виду захворювання та групи інвалідності утворюються такі комісії:
1. загального профілю;
2. спеціалізованого профілю.

Комісія складається з представників МОЗ, Мінсоцполітики, Фонду соціального страхування від нещасних випадків на виробництві та професійних захворювань, Фонду соціального страхування з тимчасової втрати працездатності, а також військово-медичної служби СБУ та військово-медичного підрозділу Служби зовнішньої розвідки у разі розгляду медичних справ стосовно потерпілих на виробництві чи пенсіонерів з числа військовослужбовців СБУ або Служби зовнішньої розвідки. У проведенні медико-соціальної експертизи беруть участь також представники Пенсійного фонду України, органів державної служби зайнятості і у разі потреби — працівники науково-педагогічної та соціальної сфери.
До складу комісії входить не менше трьох лікарів за спеціальностями, перелік яких затверджується МОЗ з урахуванням профілю комісії, а також спеціаліст з реабілітації, лікар-психолог або психолог.
Порядок участі представників Пенсійного фонду України, органів державної служби зайнятості та інших працівників соціальної сфери затверджується МОЗ за погодженням з Мінсоцполітики.

## Направлення на МСЕК
Форма первинної облікової документації № 088/о «Направлення на медико-соціально-експертну комісію (МСЕК)» та інструкція щодо її заповнення затверджені наказом МОЗ від 14.02.2012 № 110.
Направлення передають до медико-соціально-експертної комісії на підставі наявності ознак інвалідності, закінчення попереднього термін інвалідності чи необхідності продовження лікарняного. Направлення зберігають в акті огляду МСЕК упродовж 50 років.
Після заповнення форма первинної облікової документації no 088/о має бути завірена підписами членів і голови ЛКК та печаткою медзакладу.
Оглянувши паці;нта, МСЕК має повідомити медзаклад про прийняте рішення шляхом направлення на його адресу Повідомлення лікувально-профілактичного закладу про рішення МСЕК, підписаного головою МСЕК. Повідомлення — відривна частина форми 088/о — зберігається в медичній картці амбулаторного пацієнта упродовж всього терміну її зберігання.

## Реформування МСЕК

### Скандали
З моменту відновлення незалежності України МСЕК неодноразово опинявся у центрі корупційних скандалів. Для того, щоб людина з інвалідністю мала змогу отримувати допомогу від держави — їй потрібно платити кошти. Іноді людина без інвалідності отримує допомогу, а людина з інвалідністю не може її отримати. Цю проблему має вирішити впровадження МКФ і ліквідація МСЕК.
7 жовтня 2024 року Печерський райсуд Києва заарештував керівницю Хмельницького обласного центру МСЕК Тетяну Крупу на 60 діб із заставою 500 млн грн. Їй повідомили про підозру у незаконному збагаченні (ст. 368-5 КК України). Під час обшуку було вилучено $6 млн, коштовності, цінні папери, виявлено $2,5 млн на закордонних рахунках.
21 жовтня 2024 року Офіс Генерального прокурора оприлюднив результати службового розслідування щодо набуття інвалідності прокурорами та ініціював створення робочої групи із залученням міжнародних експертів. Міністерство охорони здоров'я провело перевірки та скасувало висновки про встановлення інвалідності 74 військовозобов'язаним Хмельницьким МСЕК. Перевірено 18779 медико-експертних справ. У 3146 справах рішення МСЕК було визнано сумнівними та призначено додаткову експертизу. Рішення у 74 справах були скасовані. У 38 випадках II група інвалідності скасована і встановлено III групу інвалідності. У 36 випадках групу інвалідності було знято.
22 жовтня 2024 року було підписано указ президента № 732/2024, що зобов'язував Офіс генпрокурора, СБУ, ДБР, Нацполіцію та НАБУ протягом місяця прозвітувати про розслідування правопорушень під час встановлення інвалідності посадовим особам державних органів. Того ж дня СБУ викрила керівницю Миколаївського МСЕК на незаконному збагаченні, у неї виявили майже $500 тис., її син при цьому мав російський паспорт і був формальним власником трьох квартир матері.

### Ліквідація МСЕК
20 листопада 2024 року Верховна Рада підтримала у першому читанні законопроект № 12178 про ліквідацію медико-соціальних експертних комісій.
1 листопада 2024 року Кабінет міністрів України схвалив законопроєкт про ліквідацію системи медико-соціальної експертизи (МСЕК). Верховній Раді пропонується ухвалити закон, який ліквідує застарілу систему і створить натомість цифровізовану систему на базі провідних лікарень. Згідно із законопроєктом, з 1 січня 2025 року замість МСЕКів запрацюють експертні команди з оцінювання повсякденного функціонування людини, які складатимуться з практикуючих лікарів. Ці команди працюватимуть у багатопрофільних потужних медичних закладах, де вже працюють мультидисциплінарні реабілітаційні команди.
Постановою Кабінету міністрів Україні від 15 листопада 2024 р. №1338 МСЕК припиняють свою діяльність 31 грудня 2024 року, з 1 січня 2025 р. експертиза щодо встановлення інвалідності відповідно до законодавства для повнолітніх осіб проводиться експертними командами з оцінювання повсякденного функціонування особи.
19 грудня 2024 року Верховна Рада прийняла в цілому законопроєкт щодо ліквідації медико-соціальної експертної комісії (МСЕК).

### Основні нормативно-правові акти
- Про основи соціальної захищеності інвалідів в Україні: Верховна Рада УРСР; Закон від 21.03.1991 № 875-XII [Архівовано 14 лютого 2014 у Wayback Machine.]
- Про реабілітацію інвалідів в Україні: Верховна Рада України; Закон від 06.10.2005 № 2961-IV [Архівовано 22 лютого 2014 у Wayback Machine.]
- Питання медико-соціальної експертизи: Кабінет Міністрів України; Постанова, Положення, Перелік від 03.12.2009 № 1317 [Архівовано 13 листопада 2013 у Wayback Machine.]
- Про затвердження Порядку та Критеріїв встановлення медико-соціальними експертними комісіями ступеня стійкої втрати професійної працездатності у відсотках працівникам, яким заподіяно ушкодження здоров'я, пов'язане з виконанням трудових обов'язків: МОЗ України; Наказ, Порядок, Критерії від 05.06.2012 № 420 [Архівовано 22 лютого 2014 у Wayback Machine.]

### Команди з оцінювання повсякденного функціонування особи
- Деякі питання запровадження оцінювання повсякденного функціонування особи. Постанова КМУ від 15 листопада 2024 р. № 1338.
- Для лікарів: Реформа МСЕК та впровадження оцінювання повсякденного функціонування - Відео на YouTube.

### Інші посилання
- Повноваження МСЕК, які передбачені законодавством, і подальша практика реалізації рішень про встановлення інвалідності // Юридично-соціальний портал, 04.12.2010 10:15 [Архівовано 22 лютого 2014 у Wayback Machine.]
- Як правильно оскаржити рішення медико-соціальної експертної комісії про встановлення інвалідності? // Центр громадської адвокатури [Архівовано 22 лютого 2014 у Wayback Machine.]
- Комунальний заклад Львівської обласної ради «Львівський обласний центр медико-соціальної експертизи» : [арх. 05.06.2022].